# El Cavall (Navès)
El Cavall és una masia situada al municipi de Navès, a la comarca catalana del Solsonès. Es troba just a l'oest del Cardener. Sembla que l'origen etimològic del topònim és la paraula àrab qabàil, que significa 'tribus', possiblement en referència a la presència de grups amazics en aquestes contrades durant l'edat mitjana, i que també hauria donat nom a altres indrets de la comarca, com ara Cavallol, Cavall i Cavallol.